# USS Beatty (DD-640)
USS Beatty (DD-640) là một tàu khu trục lớp Gleaves được Hải quân Hoa Kỳ chế tạo trong Chiến tranh Thế giới thứ hai. Nó đã tham gia trong Thế Chiến II cho đến khi bị không kích đối phương đánh chìm ngoài khơi Algérie năm 1943. Nó là chiếc tàu chiến đầu tiên của Hải quân Hoa Kỳ được đặt theo tên Chuẩn đô đốc Frank E. Beatty (1853-1926).

## Thiết kế và chế tạo
Beatty thoạt tiên được đặt lườn như là chiếc Mullany tại Xưởng hải quân Charleston vào ngày 1 tháng 5 năm 1941. Cái tên Beatty ban đầu được đặt cho một tàu khu trục sẽ được chế tạo tại San Francisco, California, nhưng tên của DD-528 và DD-640 được hoán đổi vào ngày 28 tháng 5 năm 1941 theo thỉnh cầu của bà Charles H. Drayton, con gái Chuẩn đô đốc Beatty, với mong muốn con tàu mang tên cha bà được chế tạo tại Xưởng hải quân Charleston. Nó được hạ thủy vào ngày 20 tháng 12 năm 1941 và được đỡ đầu bởi bà Drayton. Con tàu được cho nhập biên chế cùng Hải quân Hoa Kỳ vào ngày 7 tháng 5 năm 1942 dưới quyền chỉ huy của Thiếu tá Hải quân Frederick C. Stelter, Jr..

## Lịch sử hoạt động

### 1942
Sau khi hoàn tất việc chạy thử máy, Beatty hộ tống chiếc tàu chở dầu Na Uy Britainsea và chiếc Barstowe đi từ Isles of Shoals đến Portland, Maine vào ngày 8 tháng 8 năm 1942, trước khi nó được điều động làm nhiệm vụ tuần tra và huấn luyện chống tàu ngầm. Nó sau đó đi đến Boston, Massachusetts để đón lên tàu Đô đốc Royal E. Ingersoll, Tổng tư lệnh Hạm đội Đại Tây Dương vào ngày 12 tháng 8; rồi cùng với tàu khu trục Quick đưa vị hành khách cao cấp đi Halifax, Nova Scotia và Argentia, Newfoundland, trước khi tiễn ông rời tàu tại Portland vào ngày 22 tháng 8. Nó sau đó hộ tống cho Vixen, với Đô đốc Ingersoll trên tàu, đi từ Portland đến New London, Connecticut, đến nơi vào ngày 2 tháng 8.
Beatty tham gia các cuộc thực tập cùng tàu ngầm tại Căn cứ Tàu ngầm Hải quân New London cho đến ngày 25 tháng 8, khi nó đi về phía Nam, đến Charleston, South Carolina để sửa chữa. Sau đó nó sang khu vực Tây Ấn và vùng vịnh Mexico, đi đến Cristobal thuộc vùng kênh đào Panama vào ngày 10 tháng 9. Nó gia nhập Đoàn tàu NC-5 bao gồm bốn tàu chở quân Lục quân tại đây để khởi hành đi sang Tây Ấn thuộc Anh vào ngày 11 tháng 9, đưa đoàn tàu đi đến cảng Trinidad an toàn vào ngày 15 tháng 9. Rời Trinidad ngay trước giữa trưa ngày 16 tháng 9, nó tham gia cùng Davis và Eberle trong một cuộc càn quét chống tàu ngầm gần đảo Tobago. Lúc 18 giờ 58 phút, Eberle báo cáo một tín hiệu sonar tàu ngầm đối phương, và tiến hành một đợt tấn công không mang lại kết quả rõ rệt. Beatty sau đó gặp gỡ một đoàn tàu vận tải vào ngày 17 tháng 9, hộ tống chúng đi đến điểm phân tán ngoài khơi Georgetown, British Guiana, rồi quay trở lại Trinidad. Sau khi chuyển đến San Juan, Puerto Rico vào ngày 23 tháng 9, nó lên đường cùng Đoàn tàu NC-5, đi ngang qua Kingston, Jamaica và Belize, Honduras để đến New Orleans. Lên đường quay về vùng bờ Đông vào ngày 6 tháng 10. Nó đi đến Xưởng hải quân Charleston vào ngày 8 tháng 10 để chuẩn bị cho nhiệm vụ tiếp theo.
Lại lên đường vào ngày 16 tháng 10, Beatty đi đến Hampton Roads nơi nó gia nhập Đội đặc nhiệm 34.10, Đội Tấn công phía Nam được tập trung để tham gia cuộc tấn công lên Safi, Maroc trong khuôn khổ Chiến dịch Torch, cuộc đổ bộ của lực lượng Đồng Minh lên Bắc Phi. Đi đến ngoài khơi mục tiêu vào ngày 7 tháng 11, Đội đặc nhiệm 34.10 bắt đầu chuẩn bị cho cuộc đổ bộ vào sáng sớm ngày hôm sau. Chiếc tàu khu trục tham gia đội bảo vệ chống tàu ngầm cho khu vực vận chuyển vào nữa đêm, và tuần tra về phía Nam những chiếc Bernadou và Cole, khi chúng lượn vòng chậm chuẩn bị nhận mệnh lệnh đổ bộ lên Safi. Tận dụng yếu tố bất ngờ, Beatty tiến về phía bãi đổ bộ ở phía đuôi bên mạn phải của Bernadou trong khi nó cùng Cole bắt đầu di chuyển tiến sát bờ. Đến 04 giờ 15 phút, nó đi đến vị trí trực chiến cùng các tàu khác của đội hỗ trợ, và đến 04 giờ 30 phút nhận được mã hiệu tấn công "Play Ball." Không chắc chắn về vị trí chính xác của lực lượng đổ bộ, nó đã không khai hỏa trong một lúc trước khi nhận được thông điệp vô tuyến xác nhận lực lượng đã đi đến tuyến xuất phát. Nó nổ súng lúc 04 giờ 31 phút, tiếp tục trong mười phút trước khi ngừng bắn chờ đợi diễn tiến và mệnh lệnh tiếp theo.
Beatty mất liên lạc vô tuyến với lực lượng bộ binh trên bờ, nên đến 05 giờ 20 phút đã cơ động ra biển về phía khu vực vận chuyển, chiếm vị trí phòng thủ bảo vệ trước bình minh. Lúc 06 giờ 40 phút, nó phát hiện hỏa lực các khẩu đội pháo bờ biển đối phương tại Point de la Tour đang nhắm vào các tàu đổ bộ hướng đến các bãi đổ bộ "Red" và "Blue". Một phút sau, nó nổ súng vào mục tiêu, làm im tiếng các khẩu pháo đối phương trong vòng 20 phút. Trong thời gian còn lại của suốt chiến dịch, nó phục vụ bảo vệ, trước khi lên đường quay trở về Hoa Kỳ vào cuối tháng 11, và đi vào Xưởng hải quân New York để được sửa chữa và cải biến.

### 1943
Trong bốn tháng tiếp theo, Beatty hộ tống các đoàn tàu vận tải vượt Đại Tây Dương. Trong giai đoạn này, nó đã thực hiện ba chuyến khứ hồi; và sau khi kết thúc chuyến thứ ba tại New York vào ngày 28 tháng 4, nó trải qua một đợt sửa chữa thường lệ và huấn luyện trước khi lên đường đi Hampton Roads vào ngày 13 tháng 5. Đi đến Norfolk vào ngày hôm sau, nó hộ tống cho pháo hạm Vixen, với Đô đốc Royal E. Ingersoll trên tàu đi New York, đến nơi vào ngày 15 tháng 5. Một đợt huấn luyện khác được tiếp nối trong khu vực vịnh Chesapeake trước khi nó lên đường từ Hampton Roads vào ngày 8 tháng 6, trong thành phần hộ tống cho Đoàn tàu UGF-9 hướng sang Algérie, đi đến Mers-el-Kébir vào ngày 25 tháng 6.
Các hoạt động tuần tra, hộ tống và huấn luyện được tiếp nối sau khi Beattyđi đến Địa Trung Hải. Vào ngày 5 tháng 7, nó lên đường hướng sang Sicily, Ý, được phân về Lực lượng Tấn công Trung tâm trong Chiến dịch Husky, cuộc đổ bộ của lực lượng Đồng Minh lên đảo này. Đi đến ngoài khơi khu vực vận chuyển vào ngày 9 tháng 7, nó trông thấy hỏa lực phòng không giăng đầy bầu trời bên trên Sicily lúc 22 giờ 40 phút. Hỏa lực phòng không đặc biệt dày đặc bên trên Gela, Biscari, Vittoria và Santa Croce Camerina; và nó trông thấy nhiều máy bay bị bắn rơi lúc khoảng 23 giờ 25 phút cùng một đám cháy lớn về phía Nam Biscari. Chiếc tàu khu trục bảo vệ cho sườn phía Đông Nam của khu vực vận chuyển cho đến khi lực lượng thả neo ngoài khơi khu vực được phân công, rồi sau đó chiếm vị trí tại khu vực hỗ trợ hỏa lực.
Dẫn đầu bởi PC-557 và Speed (AM-116), xuồng đổ bộ đầu tiên của Neville bắt đầu hướng mũi vào bờ lúc khoảng 03 giờ 42 phút. Tàu khu trục Cowie rải một màn khói bên mạn trái của Speed, trong khi Beatty ở vị trí 500 yd (460 m) bên mạn trái của Cowie. Lúc khoảng 04 giờ 07 phút, Speed yêu cầu Beatty khai hỏa, bắt đầu với hỏa lực bắn nhanh rồi giảm còn tám phát mỗi phút cho mỗi khẩu pháo; không thấy hỏa lực bắn trả, nó ngừng bắn lúc 04 giờ 16 phút. Khi đã vô hiệu hóa khu vực đổ bộ, nó quay trở lại khu vực vận chuyển làm nhiệm vụ bảo vệ cũng như chờ đợi liên lạc với đội trinh sát hỏa lực tiền phương. Đến 08 giờ 30 phút, trinh sát phối thuộc cùng Tiểu đoàn 2, Trung đoàn Bộ binh 180 thông báo rằng cuộc đổ bộ đã thành công.
Trong buổi sáng, Beatty phát hiện máy bay đối phương bay thấp và nhanh từ hướng Valle Forte, bên trên Lagi di Biviere, và từ thung lũng về phía Tây Fiume Acati, bắn phá vào binh lính trên bộ, ném bom xuống bãi đổ bộ và rút lui cũng nhanh như khi chúng xuất hiện. Các con tàu không thể bắn vào những kẻ tấn công do nguy cơ bắn nhầm vào lực lượng bạn; và máy bay đối phương tỏ ra nguy hiểm cho những máy bay trinh sát Đồng Minh. Chiếc tàu khu trục chứng kiến bốn máy bay Reggiane Re.2001 xông đến và bắn rơi một thủy phi cơ trinh sát SOC Seagull lúc 10 giờ 21 phút; rồi đến 13 giờ 15 phút, một chiếc Focke-Wulf Fw 190 lại bắn rơi một chiếc Seagull khác về phía Đông Nam Scoglitti. Beatty ghi được vài phát bắn trúng vào một trong những chiếc Re.2001 đã bắn rơi chiếc Seagull đầu tiên. Đến 10 giờ 46 phút, một máy bay lại xuất hiện phía trên các thung lũng hướng về phía các con tàu. Beatty khai hỏa, bắn ra 26 đạn pháo Bofors 40 mm và 60 phát Oerlikon 20 mm trước khi nhận ra đó là một chiếc P-51 Mustang.
Trong thời gian còn lại của ngày 10 tháng 7, Beatty tiếp tục ở ngoài khơi bãi đổ bộ, chịu đựng những mảnh đạn pháo trúng vào sàn chính và mạn trái khi một tàu đổ bộ LCT lân cận nổ súng nhầm vào một máy bay bạn lúc 18 giờ 47 phút. Nguy cơ tiếp tục bị đối phương không kích đã buộc chiếc tàu khu trục phải thả màn khói ngụy trang cho những chiếc LCT. Việc quấy phá của đối phương lại tiếp tục khi trời tối; đang khi theo dõi một cuộc không chiến gần đó, một quả bom hạng nặng rơi cách đuôi con tàu 500 yd (460 m) làm con tàu rung chuyển đáng kể.
Máy bay đối phương tiếp tục ném bom vào ngày hôm sau 11 tháng 7, và Beatty đã nổ súng nhắm vào một chiếc Messerschmitt Bf 110 lúc 06 giờ 51 phút, sau khi nó ném bom xuống vị trí quân Đồng Minh tại bãi "Dime". Đến 07 giờ 35 phút, con tàu nhận mệnh lệnh bắt đầu trực chiến cho nhiệm vụ hỗ trợ hỏa lực; nó nổ súng lúc 07 giờ 38 phút nhắm vào một giao điểm đường sắt và đường bộ, mục tiêu được trinh sát trên bờ báo cáo sau này là xe tăng và cầu, cho đến 08 giờ 11 phút. Trong vòng hơn ba giờ, Beatty đã bắn 799 quả đạn pháo xuống các mục tiêu được trinh sát chỉ điểm, gây thiệt hạn nặng cho các vị trí đối phương. Nó chỉ còn lại 192 quả đạn pháo khi rời bãi biển.
Khi được tàu khu trục Laub (DD-613) thay phiên lúc 11 giờ 00, Beatty đã trực chiến liên tục kể từ 20 giờ 24 phút ngày 9 tháng 7. Tuy nhiên nó lại đảm trách tuần tra chống tàu ngầm từ 11 giờ 40 phút, nhiều lần phải báo động trực chiến lúc xế trưa do các cuộc không kích của đối phương xuống khu vực vận chuyển và bãi đổ bộ. Lúc gần 19 giờ 00, nó di chuyển về phía Đông Nam một bãi thủy lôi, chờ đợi một đoàn tàu vận tải mà nó được giao nhiệm vụ hộ tống, và chiếm vị trí tuần tra về phía Nam Scoglitti, băng qua vùng biển giữa Point della Camerina và Point Braccetto. Lúc 22 giờ 24 phút, đối phương bắt đầu thả pháo sáng và ném bom gần Scoglitti; pháo sáng soi rõ hình dạng các con tàu gần bờ, biến chúng thành những mục tiêu dễ dàng.
Vào khoảng 22 giờ 30 phút, tám quả pháo sáng được bắn lên tại vùng biển về phía Nam Point Braccetto, tiếp nối bởi hai máy bay ném bom hạng nặng. Beatty di chuyển về phía khu vực đổ bộ lúc khoảng 22 giờ 46 phút và nghe thấy âm thanh của một máy bay đang tiến lại gần. Chiếc máy bay tạo ra một lượng âm thanh khác thường khi nó tiếp cận các bãi biển Scoglitti, nhưng thủy thủ đoàn không trông thấy nó trực tiếp; hầu như cùng lúc đó, con tàu bị đạn súng máy bắn trúng thành tàu bên mạn phải. Người trên tàu bất ngờ phát hiện chiếc máy bay băng ngang mũi tàu cách khoảng 40 ft (12 m), suýt va trúng sàn trước rồi đáp xuống nước bên mạn trái con tàu, cách ống khói số hai khoảng 50 ft (15 m). Các khẩu pháo 20 mm của Beattyđã nả hai loạt đạn nhắm vào nó trước khi chiếc máy bay dừng lại trên biển dọc theo con tàu. Bấy giờ thủy thủ trên tàu mới nhận dạng được nó là một máy bay vận tải chở quân C-47 Skytrain của Không lực Lục quân; Beatty ngừng bắn sau khi sáu phát pháo hiệu được bắn lên không. Chiếc Skytrain chở theo lính nhảy dù xuất phát từ Malta đã bị trúng đạn phòng không và bị hỏng động cơ, bị buộc phải hạ cánh xuống nước; Beatty đã cứu vớt bốn thành viên của đội bay trên một xuồng cao su trong khi chiếc máy bay đã chìm xuống nước.
Beatty tiếp tục hoạt động tuần tra chống tàu ngầm cho đến 21 giờ 00 ngày 12 tháng 7, khi nó rời khu vực Scoglitti trong thành phần hộ tống một nhóm tàu vận tải. Nó đi đến Oran vào ngày 15 tháng 7, rồi tiếp tục hành trình quay trở về Hoa Kỳ vào ngày 21 tháng 7, hộ tống một đoàn tàu vận tải đi New York và đến nơi vào ngày 3 tháng 8. Sau khi được sửa chữa tại Xưởng hải quân New York, con tàu lên đường vào ngày 21 tháng 8 quay trở lại khu vực Địa Trung Hải. Trong thành phần hộ tống chống tàu ngầm cho Đoàn tàu UGF-10 hướng đi Bizerte, Tunisia vào ngày 2 tháng 9, Beatty bước vào báo động trực chiến do có báo cáo về máy bay đối phương trong khu vực lân cận. Máy bay đối phương không tiếp cận đủ gần để con tàu nổ súng, nhưng đã phóng ngư lôi đánh trúng tàu khu trục Kendrick (DD-612) lúc khoảng 21 giờ 17 phút. Hầu như ngay lập tức, Beatty tiếp cận con tàu bị hư hại để trợ giúp và canh phòng cho đến khi được tàu khu trục Davison (DD-618) thay phiên vào đêm đó.
Đang khi thả neo ngoài khơi Bizerte bốn ngày sau đó, Beatty chuyển sang báo động phòng không và trực chiến lúc 20 giờ 30 phút, rồi khai hỏa lúc  20 giờ 50 phút nhắm vào những mục tiêu mà sau này được biết là những máy bay ném bom Junkers Ju 88. Nó rời Bizerte vào ngày 7 tháng 9, gia nhập Đoàn tàu GUF-10 hướng về Hoa Kỳ vào ngày hôm sau. Ngoài tiếp xúc sonar với một tàu ngầm đối phương và tấn công bằng mìn sâu không mang lại kết quả, chuyến đi quay về nhà tỏ ra bình yên, và nó đi vào Xưởng hải quân New York để sửa chữa vào ngày 21 tháng 9.

### Bị đánh chìm
Việc chạy thử máy sau sửa chữa và huấn luyện hoàn tất vào ngày 7 tháng 10, khi Beatty khởi hành cho chuyến vượt đại dương cuối cùng, hộ tống một đoàn tàu vận tải đi Bangor, Bắc Ireland từ ngày 7 đến ngày 17 tháng 10, rồi tham gia thành phần hộ tống cho Đoàn tàu KMF-25A đi sang Địa Trung Hải. Đoàn tàu KMF-25A được phân chia đội hình thành ba cột, trong khi các tàu hộ tống hình thành nên một vòng tròn bảo vệ bên ngoài các tàu chở quân và tàu vận tải. Chiếc tàu khu trục di chuyển ở cuối đội hình lúc 18 giờ 00 ngày 6 tháng 11.
Lệnh báo động chiến đấu được đưa ra và Beatty quan sát thấy hỏa lực súng máy phòng không bắn lên bên mạn trái đoàn tàu lúc 18 giờ 03 phút; nhiều mục tiêu xuất hiện trên màn hình radar về hướng tàu khu trục Tillman (DD-641) đang canh phòng bên mạn trái. Một phút sau, một quả bom nổ sát cạnh tàu chị em bởi một quả bom lượn điều khiển bằng vô tuyến ném từ máy bay không trúng đích. Radar của Beatty ghi nhận năm máy bay đối phương đang bay đến tiếp cận đoàn tàu, hai chiếc trong số đó vượt qua hàng rào bảo vệ bên mạn trái xâm nhập vào giữa đoàn tàu.
Những diễn biến tiếp theo xảy ra nhanh và quyết liệt. Radar của Beatty lại ghi nhận thêm hai máy bay đối phương lúc 18 giờ 05 phút. Thiếu tá Hạm trưởng Outerson ra lệnh cho kiểm soát hỏa lực dàn pháo chính bám mục tiêu và nổ súng nếu chúng lọt vào tầm bắn. Đối thủ được nhận diện là một chiếc Junkers Ju 88, nhưng nó lẫn khuất vào giữa những đám mây và khói ngụy trang, và radar cũng liên tục bám được rồi lại để mất mục tiêu do hoàn cảnh sương mù nhiễu nặng.
Mười phút sau khi trận chiến bắt đầu, đang khi Beatty dò theo để đối phó mục tiêu, một máy bay Đức tiếp cận được nó ở khoảng cách 500 yd (460 m) và thả một quả ngư lôi, vốn đã đánh trúng chiếc tàu khu trục gần khung 124 lúc 18 giờ 13 phút. Vụ nổ làm vô hiệu hóa các khẩu đội 51 và 54, phá hỏng máy phóng mìn sâu K-gun, hỏng trục chân vịt bên mạn phải, ngập nước phòng động cơ phía sau, ngập nước hàm đạn, mất điện toàn bộ và khiến con tàu nghiêng 12 độ qua mạn trái. Mười một người trong số thủy thủ đoàn mất tích, một sĩ quan và sáu thủy thủ bị thương, một người trên bệ đèn pha tìm kiếm bị bỏng nặng do hơi nước. Một thủy thủ đứng cạnh khẩu K-gun bị rơi xuống nước, nhưng được tàu khu trục Boyle (DD-600) vớt được vào sáng hôm sau.
Beatty nỗ lực hết mức để giữ cho con tàu nổi được, ném bỏ mọi thứ không cần thiết; tuy nhiên con tàu tiếp tục ngập nước. Đến khoảng 19 giờ 00, thủy thủ cho thả xuồng và phao xuống biển; bốn mươi phút sau, nó cho chuyển những người bị thương sang tàu khu trục Parker (DD-604). Khi độ nghiêng tiếp tục gia tăng, thủy thủ bắt đầu rời tàu cho đến 22 giờ 30 phút, khi nhóm thủy thủ cuối cùng bỏ tàu đi sang tàu cứu hộ Laub (DD-613). Sau khi vỡ làm đôi, Beatty đắm lúc 23 giờ 05 phút ngày 6 tháng 11 năm 1943 ở tọa độ 37°10′B 6°0′Đ / 37,167°B 6°Đ.
Khoảng 25 máy bay Đức đã tham gia cuộc tấn công này, nhiều chiếc mang theo bom lượn điều khiển bằng vô tuyến. Ngoài Beatty, chúng còn đánh chìm thêm hai tàu buôn.

## Phần thưởng
Beatty được tặng thưởng ba Ngôi sao Chiến trận do thành tích phục vụ trong Thế Chiến II.